# Campeonato Sergipano 2017
In 2017 werd het 94ste Campeonato Sergipano gespeeld voor voetbalclubs uit de Braziliaanse staat Sergipe. De competitie werd georganiseerd door de FSF en werd gespeeld van 14 januari tot 6 mei. Confiança werd kampioen. 

## Eerste fase
| Plaats | Club            | Wed. | W | G | V | Saldo | Ptn. |
| ------ | --------------- | ---- | - | - | - | ----- | ---- |
| 1.     | Confiança       | 9    | 7 | 2 | 0 | 16:4  | 23   |
| 2.     | Sergipe         | 9    | 6 | 2 | 1 | 22:5  | 20   |
| 3.     | Itabaiana       | 9    | 6 | 2 | 1 | 12:3  | 20   |
| 4.     | Amadense        | 9    | 4 | 2 | 3 | 10:12 | 14   |
| 5.     | Boca Júnior     | 9    | 4 | 1 | 4 | 8:7   | 13   |
| 6.     | Frei Paulistano | 9    | 3 | 2 | 4 | 7:10  | 11   |
| 7.     | Estanciano      | 9    | 2 | 2 | 5 | 9:13  | 8    |
| 8.     | Botafogo        | 9    | 2 | 0 | 7 | 6:19  | 6    |
| 9.     | Dorense         | 9    | 1 | 3 | 5 | 5:13  | 6    |
| 10.    | Lagarto         | 9    | 1 | 2 | 6 | 5:14  | 5    |

|  | Geplaatst voor tweede fase titelgroep      |
|  | Geplaatst voor tweede fase degradatiegroep |

## Tweede fase

### Degradatiegroep
| Plaats | Club       | Wed. | W | G | V | Saldo | Ptn. |
| ------ | ---------- | ---- | - | - | - | ----- | ---- |
| 1.     | Dorense    | 6    | 4 | 1 | 1 | 14:3  | 13   |
| 2.     | Lagarto    | 6    | 3 | 2 | 1 | 14:5  | 11   |
| 3.     | Estanciano | 6    | 3 | 1 | 2 | 9:8   | 10   |
| 4.     | Botafogo   | 6    | 0 | 0 | 6 | 1:22  | 0    |

|  | Degradatie |

### Titelgroep
| Plaats | Club            | Wed. | W | G | V | Saldo | Ptn. |
| ------ | --------------- | ---- | - | - | - | ----- | ---- |
| 1.     | Itabaiana       | 10   | 8 | 1 | 1 | 24:9  | 25   |
| 2.     | Confiança       | 10   | 6 | 2 | 2 | 20:14 | 20   |
| 3.     | Sergipe         | 10   | 4 | 3 | 3 | 14:13 | 15   |
| 4.     | Amadense        | 10   | 3 | 1 | 6 | 13:21 | 10   |
| 5.     | Boca Júnior     | 10   | 3 | 0 | 7 | 19:18 | 9    |
| 6.     | Frei Paulistano | 10   | 1 | 3 | 6 | 11:26 | 6    |

|  | Finale om de titel |

## Finale
|               |             |       |                  |                                             |
| 29 april Heen | Confiança   | 1 – 1 | Itabaiana        | Arena Batistão, Aracaju Toeschouwers: 6.087 |
| 29 april Heen | Éverton 49' |       | 61' André Beleza | Arena Batistão, Aracaju Toeschouwers: 6.087 |

| Confiança | Itabaiana |

|             |           |                  |           |                              |
| 6 mei Terug | Itabaiana | 0 – 1            | Confiança | Etelvino Mendonça, Itabaiana |
| 6 mei Terug |           | 72' Thiago Silvy |           | Etelvino Mendonça, Itabaiana |

| Itabaiana | Confiança |

### Kampioen
| Campeonato Sergipano de 2017   |
| Sergipe                        |
| ------------------------------ |
| CONFIANÇA Kampioen (21° titel) |